# والون‌ها
والون‌ها (‎/wɒˈluːnz/‎ ; فرانسوی: Wallons‎ [walɔ̃] () </img>؛ والون: Walons) یک قومیتِ گالی-رومیِ بومیِ والونی و مناطقِ مجاور فرانسه، آلمان، لوکزامبورگ و هلند هستند. والون‌ها در درجهٔ نخست به زبان‌های دویل چونان فرانسوی-بلژیکی، پیکاردی و والونی سخن می‌گویند. والون‌ها از نظر تاریخی و در درجه اول کاتولیک رومی هستند.
والون‌ها در بلژیکِ امروزی، بنابر قانون، همانندِ فلانردی‌ها در همسایگیِ خود (که ژرمن هستند)، یک «جامعه زبانی و قومیِ متمایز» در کشور محسوب می‌شوند.
این قوم‌نام، بی‌توجه به قومیت، برای اشاره به همهٔ ساکنانِ منطقهٔ والون هم به کار می‌رود.

## ریشه‌شناسی
قوم‌نامِ والون از * walha مشتق شده‌است که یک واژهٔ پروتو-ژرمنی برای اشاره به گویش‌ورانِ سلتیک و لاتین بود.
«والون» تنها اصطلاحی که برای زبان‌های رومی به کار می‌رفت نبود اما رفته‌رفته، جایگزینِ همه شد. کهن‌ترین شاهدِ این عنوان، کتاب خاطرات ژان ژان دو هاینین در سال ۱۴۶۵ است؛ در جایی از کتاب که به جمعیت رومیِ هلند بورگوندی اشاره می‌شود. کاربرد این قوم‌نام در استقلال بلژیک تنها به نامیدنِ بلژیکی‌هایِ گویش‌ور به زبان رومی (فرانسوی، والون، پیکارد و غیره) محدود شد. شکاف زبانی در سیاست‌های کشور، بلژیک محتوایی سیاسی به «مفهوم عاطفی فرهنگی و زبانی» می‌افزاید. واژگانِ والون و والُن‌ها را می‌توان در کتاب چارلز وایت، انقلاب بلژیک (۱۸۳۵) دید: «والون‌های بی‌قرار، با آن جسارتِ ماجراجویانه که ویژگیِ تاریخی آنهاست، مشاغل خود را رها کردند و به سمت مرکز هیاهو درآمدند.». اصطلاحات اسپانیاییِ والون و والونا از قرن هفدهم میلادی به یک سپاه گارد سلطنتی که در فلاندر اسپانیا استخدام شده بود اشاره دارند. آنها در بسیاری از مهم‌ترین نبردهای امپراتوری اسپانیا شرکت داشتند.
آلبرت هنری نوشت که اگرچه در سال ۱۹۸۸، واژهٔ والون تداعی‌گرِ واقعیت قانون اساسی بود، اما در اصل، به جمعیت رومی هلند بورگوندی اشاره داشت و همچنین از قرن شانزدهم تا انقلاب بلژیک برای تعیین قلمرو، از عباراتی چون استان‌های والون یا پِیز والون (کشور والونی) استفاده می‌شد و بعدها هم والونیا. اصطلاح «کشور والونی» در زبان هلندی هم به کار می‌رفت. این اصطلاح در آلمانی نیز وجود داشت. شاید واژهٔ Wulland در کتابی از هانس هیست به سالِ ۱۵۷۱ بوده که بعدها در انگلیسی به والونیا ترجمه شده‌است. اما در آلمانی به‌طور کلی Wallonenland گفته می‌شود.

## والون‌های سرشناس

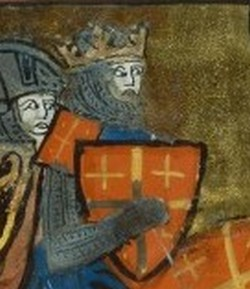
گادفری بویلون، ۱۳۳۰

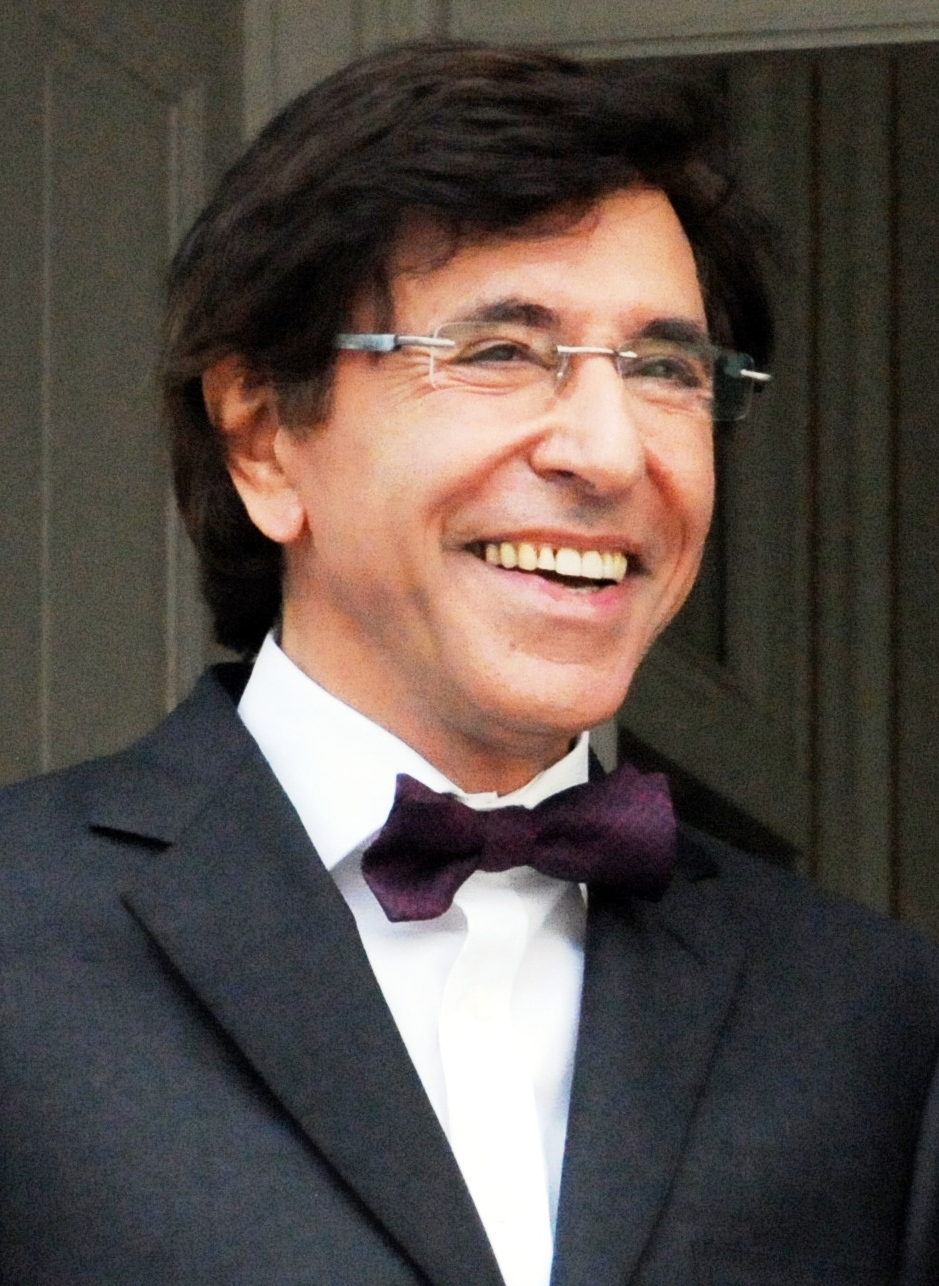
اِلیو دی روپو، ۲۰۱۲

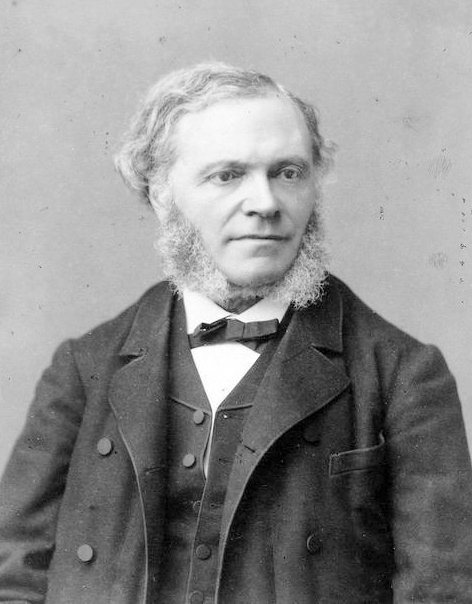
سزار فرانک

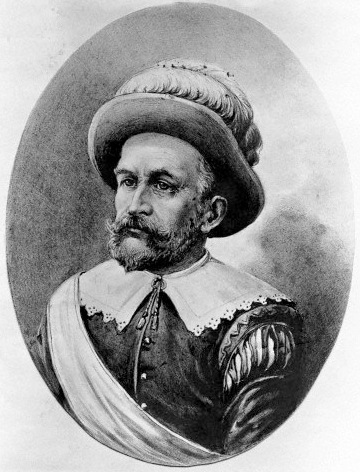
پیتِر مینویت

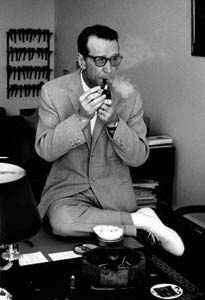
ژرژ سیمنون، ۱۹۶۳

### ورزش‌کاران
- فیلیپ گیلبرت (زادهٔ ۱۹۸۲)، دوچرخه‌سوار حرفه‌ای
- ادن هازارد (زادهٔ ۱۹۹۱)، فوتبالیستی که در حال حاضر برای باشگاه رئال مادرید بازی می‌کند.
- جاستین هنین (زادهٔ ۱۹۸۲)، قهرمان تنیس
- میشل پرودوم (زادهٔ ۱۹۵۹)، فوتبالیست
- ژان میشل سایو (زادهٔ ۱۹۶۹)، قهرمان تنیسِ روی میز